# Anthony (Kansas)
Anthony – miasto w Stanach Zjednoczonych, w stanie Kansas, w hrabstwie Harper.